# Den förlorade symbolen
Den förlorade symbolen (originaltitel: The Lost Symbol), tidigare med arbetstiteln The Solomon Key, är en thriller av den amerikanske författaren Dan Brown. Den utspelar sig i Washington, D.C. efter händelserna i Da Vinci-koden.
Den släpptes i USA den 15 september 2009 och är den tredje romanen av Brown som har Harvard-symbologen Robert Langdon som huvudperson efter Änglar och demoner (2000) och  2003 års Da Vinci-koden. Första tryckningen var på 6,5 miljoner (5 miljoner i Nordamerika och 1,5 miljoner i Storbritannien), det högsta antalet i Doubledays historia. Den första dagen sålde boken en miljon exemplar inbunden och som e-bok i USA, Storbritannien och Kanada, vilket gör den till den snabbast säljande vuxen-romanen i historien. Efter utgivningen har den hållit sig på toppen av New York Times Best Seller list för inbunden fiction.
Brown har arbetat på boken i flera år och den släpptes på svenska den 21 oktober 2009. Den svenska översättningen är också ett gott exempel på det som kommit att benämnas turboöversättning; de sju översättarna Leo Andersson, Ola Klingberg, Tove Janson Borglund, Lennart Olofsson, Peter Samuelsson, Gösta Svenn och Helena Sjöstrand Svenn fick en vecka på sig att översätta några kapitel var för att översättningen skulle kunna ges ut så fort som möjligt.

## Handling
Boken handlar om de hemlighetsfulla frimurarna och utspelas under tolv timmar. Efter sina äventyr i Europa återvänder Harvard-professorn Robert Langdon till USA, där han återigen måste ta itu med sekter och hemliga sällskap. Han hamnar mitt i frimurarnas hemliga centrum i USA:s huvudstad Washington D.C. Robert Langdon kallas att ge en föreläsning i National Statuary Hall vid United States Capitol, med en förmodad inbjudan av sin mentor, frimuraren och 33°-medlemmen av Den Urgamla och Antagna Skotska Riten vid namn Peter Solomon, som förestår Smithsonian Institution.